# Cantone di Corredores
Il cantone di Corredores è un cantone della Costa Rica facente parte della provincia di Puntarenas.

## Geografia antropica

### Suddivisioni amministrative
Il cantone è suddiviso in 4 distretti:
- Canoas
- Corredor
- La Cuesta
- Laurel